# Cryptocephalus luridicollis
Cryptocephalus luridicollis is een keversoort uit de familie bladkevers (Chrysomelidae). De wetenschappelijke naam van de soort werd in 1868 gepubliceerd door Suffrian.